# Крштење
Крштење (транслит.  - потопити, уронити, загњурити у воду ради обредног прочишћења) се у хришћанству сматра једном од светих тајни које је Исус непосредно установио (Мт. 28:18-19), а апостоли практиковали (Дела 2:38; 10:48). Обред крштења јесте обред увођења у хришћанство. Крштење обухвата: припремање постом, одбацивање и одрицање од старога човека, исповедање праве вере (види: симбол вере), погружење у освештану воду крштења, призивање имена свете Тројице, као и миропомазање – када новокрштени прима печат дара Духа Светога.

## Историјат крштења
Крштење водом се одавно практиковало у старом свету, као симбол не само физичког, већ и моралног очишћења. Хришћанско крштење води порекло од Исусовог крштења од стране Јована Крститеља. У првим вековима хришћанства крштењу је увек претходило упознавање са вером. У раном хришћанству се крштење вршило над зрелим верницима, који су претходно морали да се пријаве као кандидати за обред крштења и да прођу припремни период упражњавајући пост и молитву. Одрасли, који су намеравали да приме крштење, називали су се оглашенима. Оглашавање је трајало око две године, али се понекад рок смањивао или повећавао. Ако би се показали достојним крштења, односно примања у хришћанску заједницу, уследио би обред током кога би иницијант наг, без одеће, силазио у воду, спирајући грехе и симболишући смрт свог бившег ја. Свештеник би након тога призивао Дух да сиђе на препорођеног, који облачи белу одору и прима мед помешан са млеком - храну за новорођенче. Крштење се вршило у потоцима и рекама, а од Константина Великог у посебним базенима са водом, који су били при цркви. 
Данас се у великом броју хришћанских цркава практикује и крштење деце. Иако деца немају лични грех и не могу вољно исповедати своју веру због незрелости, сматра се да ипак деца својим зачећем примају опште стање пале, људске природе. Забрањено је друго или поновно крштење, али се деца могу поново крстити ако се не зна засигурно да ли су крштена.
Обрезање је остатак некадашњег жртвоприношења деце богу Молоху (описано у Старом Завету на више места), али се у еволуцији религиозне свести дошло до спознаје о непотребности тога чина, па је убијање деце на 8. дан, када су приносили и првенце од сваке животиње, замењено обрезањем на 8. дан од рођења, а у хришћанству је то замењено крштењем. Прекретница код Јевреја је било Абрахамово убиство свога сина Исака на брду Морија (где су данас остаци Соломоновог храма у Јерусалиму), по налогу Бога, током којег је у задњи трен добио наредбу да то не чини, јер је Бог само хтео да види колика је његова верност. О непотребности "телесног" обрезивања (самог по себи и без вере) се већ указује у Књизи пророка Јеремије, где пише: 
Обрежите се ГОСПОДУ, уклоните кожицу са свога срца, Јудеји и Јерусалимљани, иначе ће моја срџба планути као огањ и горети, а никога да је угаси, због ваших злих дела.
Свети Павле у својим писмима изричито негира значај обрезању. Обрезање деце је обичај који се још задржао код Јевреја и муслимана.
Православна црква празнује Обрезање Господње као црвено слово у календару, али постоји стид према ретроградности овог празника, који се огледа у чињеници да ни један храм није посвећен овом празнику, као и избегавање навођења овог празника међу Господњим празницима, у уџбенику веронауке за пети разред у Републици Српској.
O вези између крштења и васкрснућа (самог Исуса и потоњих хришћана) која је установљена још од најранијег хришћанства, М. Вукомановић пише: 
Христово васкрсење, негација његове земаљске егзистенције, представља се стога и као иницијација у један нови, сакрални и духовни живот. Први вид те иницијације представља, заправо, већ сам обред крштења који се обавља још у "овом животу". Тај сакрамент, према јеванђељима, проводи најпре Јован Крститељ, а затим (тајно) и сам Исус и његови ученици. Сви они који се покрсте могу постати Христови следбеници. За њих се, на тај начин, отварају врата ка потпуно новом животу. Крштење је, према томе, њихово поновно рађање. Од њих се стога захтева да напусте свој пређашњи живот
Манојло Грбић у 1. књизи "Карловачко владичанство" на стр. 292., међу одредбама Спасовданског црквеног сабора у Београду, 1730. г., наводи и овај податак: "10. Дјеца да се не крсте по кућама него у црквама, а ниједно дијете, да не смије остати некрштено дуже од осам дана." 
Крштење у предхришћанским временима означава задовољење водених божанстава, приношењем људских жртви у воду. У Бијелом Пољу је још очувана изрека да Лим мора једну жртву годишње да однесе, да би било благостање. Отуда је и етимолошка веза бројних хидронима са речју смрт (итал. morte, лат. mors), као нпр. море (итал. mare), Морава, Морача, али и остала места за жртвоприношења као брдо Морија у Јерусалиму где се вршио помор жртава. Други назив су била и требишта, па отуда топоними Требиње у Херцеговини св. Саве, Македонији, Албанији...